# Alumínium-szilikát
Az alumínium-szilikát a kaolin (vagy porcelánföld) fő alkotóeleme. Általában fehér, puha agyag formájában fordul elő. Alumínium, szilícium, és oxigén alkotja. 
Képlete: Al2SiO5.
Sűrűsége: 2,8 - 2,9 g/cm³.
Az andaluzitban, a kianitben és a szillimanitben is jelen van.

## Felhasználása
Élelmiszerek esetén elsősorban csomósodást gátló anyagként, valamint aromák hordozójaként alkalmazzák E559 néven. Főként instant kávékban, tejporokban, különféle aromákban fordulhat elő, de főként gyógyszerekben és kozmetikumokban, mint savanyúságot szabályozó vegyületet használják.

## Egészségügyi hatások
Napi maximum beviteli mennyisége nincs meghatározva, élelmiszerekben használt mennyiségek esetén nincs ismert mellékhatása.